# Le Spirit
Cet article concerne le héros de bande dessinée. Pour le film adapté de la bande dessinée, voir The Spirit (film).
Denny Colt, dit Le Spirit est un justicier masqué créé par Will Eisner dans les pages du dimanche d'un quotidien américain Register and Tribune Syndicate le 2 juin 1940, qui donne son nom à une série dont la narration et les graphismes ont inspiré nombre d'auteurs, et qui est considérée comme un classique de la bande dessinée.
Le Spirit raconte les aventures d'un justicier masqué qui combat le crime avec la bénédiction de son vieil ami le commissaire de police de la ville. Le Spirit est dans le civil un détective inconnu du nom de Denny Colt. Les différents récits s'ancrent dans une grande variété de genre, du policier au film noir, de l'horreur à la comédie en passant par les histoires d'amour.
La série était publiée dans un livret de bande dessinée de seize pages, au format tabloïd, distribué avec une vingtaine de journaux dominicaux, portant sa diffusion à près de cinq millions d'exemplaires. The Spirit Sector (« Le coin du Spirit »), comme on l'appelait familièrement, dirigé par Eisner lui-même, exista du 2 juin 1940 jusqu'en 1952. En plus du Spirit, on y trouvait des strips (comme Mr. Mystic ou Lady Luck (en)) réalisés par Eisner pour la plupart, mais qu'il laissait signer du nom de ses assistants Jules Feiffer, Jack Cole ou Wally Wood.

## La création de la série

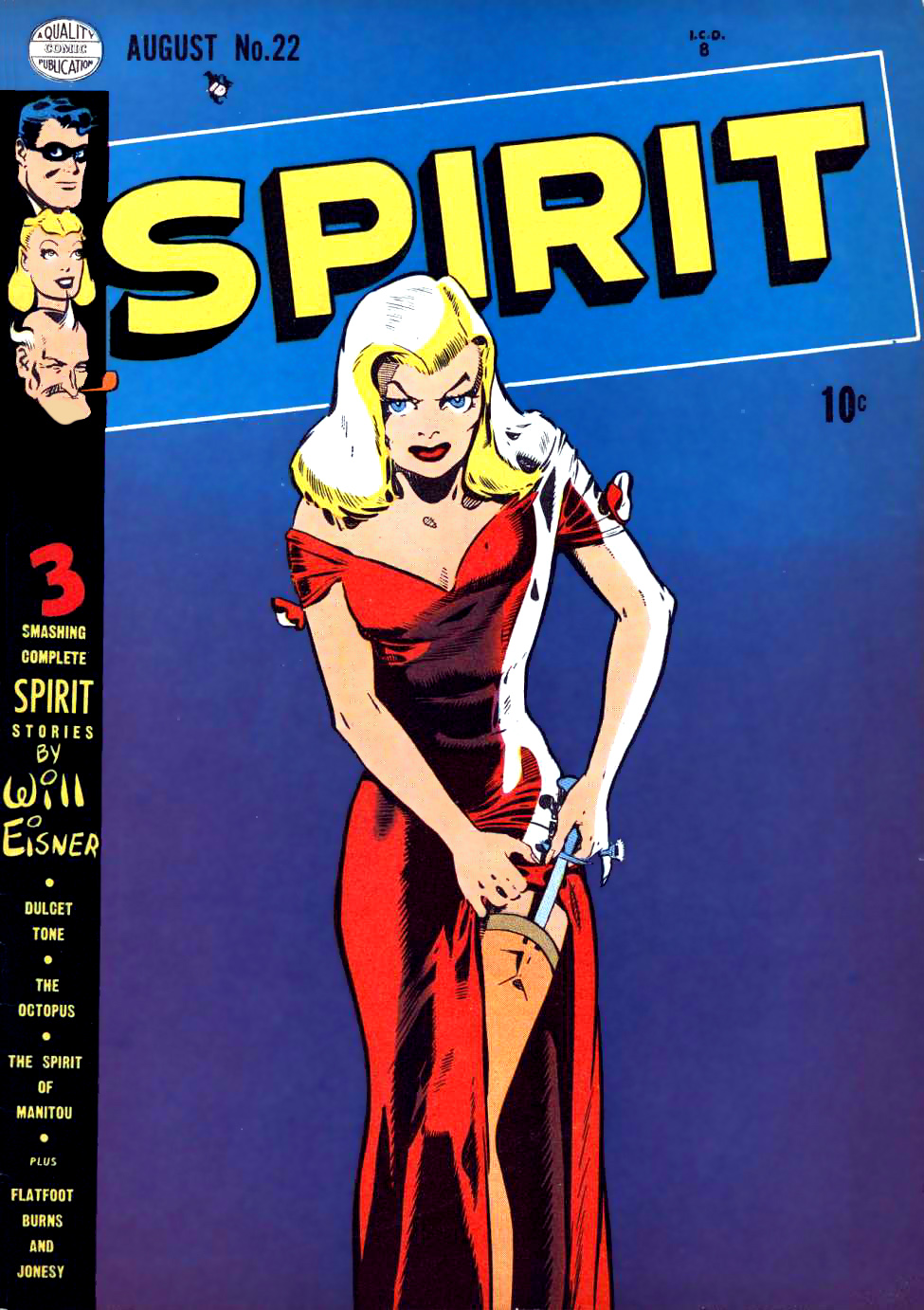
Couverture de The Spirit, volume 1, numéro 22, août 1950

En  1937 Will Eisner crée avec Jerry Iger le studio Eisner & Iger.
Fin 1939, Everett M. « Busy » Arnold, directeur de la collection de comics Quality Comics chercha à pénétrer le marché des journaux dominicaux. Il réalisa à cette fin une sélection de ses publications qu'il présenta au rédacteur en chef du Washington Star, qui apprécia particulièrement des strips de Lou Fine. Connaissant la lenteur de cet artiste, Arnold déclara qu'ils étaient de Will Eisner, dans le studio duquel (Eisner & Iger) travaillait Fine. Puis il en parla à Eisner :

« Un jour, Busy m'a invité à dîner pour me présenter à Henry Martin [directeur des ventes des Des Moines Register et Tribune Syndicate], qui me dit : “dans ce pays, les journaux, et surtout leurs éditions du dimanche, voudraient concurrencer les comics books avec un supplément bande dessinée en insert”. [...] Martin me demanda si je pouvais m'en charger. [...] Ça voulait dire que je devais quitter Eisner & Iger [qui] marchait pourtant bien ; à cette époque on était en profit net et les choses allaient bien. Une décision difficile. Finalement, je donnais mon accord aux bande dessinée du dimanche et nous avons commencé à discuter l'affaire : nous serions partenaires dans le « Coin de la BD » (Comic Book Section), comme ils l'appelaient. »

Cette nouvelle série « me permit de toucher les adultes », dit Eisner en 1997. « Je voulais des histoires mieux écrites que celles de super-héros. La bande dessinée était un ghetto. J'ai vendu ma part de notre entreprise à mon associé et ai commencé Le Spirit. Ils voulaient un super-héros, un personnage costumé. Ils m'ont demandé s'il aurait un costume. Je lui ai ajouté un masque et ai répondu “Oui !” ».
Lorsqu'Eisner dut servir dans l'US Army, pendant la Seconde Guerre mondiale, la série, toujours créditée du nom d'Eisner, continua grâce à des auteurs du studio comme Manly Wade Wellman, William Woolfolk, ou Lou Fine.

## Le personnage
Le Spirit, que Mercer qualifia de « seul justicier vraiment issu de la classe moyenne », est la personnalité héroïque de Denny Colt.  Apparemment tué dans les trois premières pages de la première histoire, Colt apprend par la suite à son ami le commissaire central Dolan qu'il avait été maintenu artificiellement en vie par le Docteur Cobra, un des superméchants de la série. Lorsque Colt se réveille dans le cimetière de Wildwood, il y établit sa base et, profitant de son nouvel anonymat, il commence une vie de combattant du crime, et utilise l'argent des récompenses gagnées pour améliorer l'efficacité de son action. Son costume se compose d'un petit masque, d'un costume bleu, d'un feutre mou et de gants. 
Il vit à Central City, mais vit des aventures dans le monde entier. Il y rencontre des excentriques, des fous, et de superbes et dangereuses femmes fatales (dont la principale est P'Gell), avec lesquels il confronte sa conception de la justice. Quelques thèmes persistent au long des histoires : l'histoire d'amour entre le Spirit et la fille de Dolan, la fougueuse (et féministe) Ellen ; les histoires annuelles de Noël ; la Pieuvre (maître du crime psychopathe dont on ne voit jamais que les gants).

## Personnages récurrents
- Commissaire Dolan
- Ellen Dolan
- P'Gell
- Octopus
- Sand Saref
- Mister Carrion
- Silk Satin

### La controverse Ebony White
On critique parfois Eisner pour son portrait d'Ebony White, l'adjuvant afro-américain du Spirit. L'auteur admit avoir créé un personnage stéréotypé, mais se défendit en arguant de l'époque où fut dessinée la série. Le personnage s'épaissit avec la série, et Eisner continua d'y introduire des personnages noirs (comme le détective Grey) qui défiaient les conventions de l'époque de la Ségrégation.
En 1966, Marilyn Mercer, rappela dans le New York Herald Tribune que « les noirs ne critiquèrent jamais Ebony (en fait, Eisner se fit surtout complimenter). Cela s'explique peut-être, malgré son parler caricatural, par son rattachement à une autre tradition littéraire : c'est un mix de Tom Sawyer et de Penrod, avec une touche de héros d'Horatio Alger, pour lequel la couleur importe peu. »

## Le Spiritaprès 1952

### Bandes dessinées
En octobre 1966 et mars 1967 Harvey Comics a réédité en grand format plusieurs histoires, dans deux fascicules à 25 cents dont Eisner réalisa les couvertures.
Warren Publishing et Kitchen Sink Press publièrent une édition luxueuse, avec couvertures inédites d'Eisner, tout d'abord sous forme de fascicules noir et blanc, puis en album cartonnés. Kitchen Sink publia ensuite l'intégralité du Spirit post Seconde Guerre Mondiale, et commença la réédition des premières histoires avant de l'abandonner. L'éditeur publia aussi de nouvelles histoires du Spirit auxquelles participèrent notamment Alan Moore, Dave Gibbons, Paul Chadwick et Paul Pope.
Depuis le début des années 2000, DC Comics réédite l'intégralité des Spirit dans l'ordre chronologique. Le vingt-sixième et dernier album est paru en juin 2009.
En 2007, la série est relancée par DC sous la direction de Darwyn Cooke après un crossover avec Batman (Batman/The Spirit). La série comprend 32 numéros; elle est en partie publiée en français par l'éditeur Panini, au travers de quatre livres regroupant chacun plusieurs histoires.

### Adaptations
Le Spirit a fait l'objet d'un téléfilm en 1987 réalisé par Michael Schultz, avec Sam Jones (dans le rôle du Spirit), Nana Visitor, et Garry Walberg qu'Eisner n'apprécia pas. 
Le 19 juillet 2006 fut annoncé que Frank Miller écrirait et dirigerait le film The Spirit.

## Publications en français
- Le Spirit, Les Humanoïdes Associés
  1. Nuits d'encre, 1977
  2. Les Paumés, 1977
  3. Rêves de satin, 1977
  4. Aventures exotiques, 1978
  5. Spirit, 1980
- Le Spirit, Futuropolis, coll. « Copyright »
  1. T.1 (1941-1942), 1981
  2. T.2 (1942-1943), 1982
  3. T.3 (1943-1944), 1983
- Les Dossiers secrets du Spirit, Futuropolis, coll. « Icare », 1981
- L'Esprit de W. Eisner, Futuropolis, coll. « Icare », 1981
- Le Spirit, Neptune
  1. Pas de lauriers pour le Spirit, 1982
  2. Les Treize Travaux du Spirit, 1982
  3. Les Femmes fatales du Spirit, 1983
  4. Tirez-pas sur le Spirit, 1983
  5. Le Spirit s'en bat l'œil, 1984
- Le Spirit, Albin Michel
  1. Le Parfum de la dame en rouge, 1985
  2. L'École des détectives, 1986
  3. Qui a tué Cox Robin ?, 1987
- Le Spirit, Peplum
  1. 12 histoires complètes n°1, 1989
  2. 12 histoires complètes n°2, 1989
  3. The Outer Space Spirit, 1990
- Le Spirit, Vents d'Ouest, 1996
- Intégrale Le Spirit, Soleil, coll. « Culture Comics »
  1. 2 juin 1940 - 25 août 1940, 2002
  2. 1er septembre 1940 - 25 décembre 1940, 2003
  3. 5 janvier 1941 - 20 avril 1941, 2003
  4. 25 avril 1941 - 17 août 1941, 2004
  5. 24 août 1941 - 28 décembre 1941, 2004
  6. 4 janvier 1942 - 3 mai 1942, 2005
  7. 10 mai 1942 - 30 août 1942, 2005
- Le Spirit, Panini
  1. Résurrection, 2008
  2. Bombe à retardement, 2008
  3. Le jour des morts, 2009
  4. Meurtres sur pellicules, 2009